# Cyclopteropsis lindbergi
Cyclopteropsis lindbergi är en fiskart som beskrevs av Soldatov, 1930. Cyclopteropsis lindbergi ingår i släktet Cyclopteropsis och familjen sjuryggsfiskar. Inga underarter finns listade i Catalogue of Life.